# Митяково (Владимирская область)
Митяково — деревня в Селивановском районе Владимирской области России, входит в состав Чертковского сельского поселения.

## География
Деревня расположена в 22 км на северо-запад от центра поселения деревни Чертково и в 12 км на север от райцентра Красной Горбатки.

## История
В конце XIX — начале XX века деревня входила в состав Больше-Григоровской волости Судогодского уезда, с 1926 года — в составе Вязниковского уезда. В 1859 году в деревне числилось 29 дворов, в 1905 году — 59 дворов, в 1926 году — 81 дворов.
С 1929 года деревня входила в состав Больше-Григоровского сельсовета Селивановского района, с 1940 года — в составе Селивановского сельсовета, с 2005 года — в составе Чертковского сельского поселения. 

## Население
| 1859 | 1905 | 1926 | 2002 | 2010 | 2021 |
| ---- | ---- | ---- | ---- | ---- | ---- |
| 292  | ↗335 | ↗425 | ↘6   | →6   | ↗9   |